# Plate-forme vibrante
La plate-forme vibrante est un type de machine de fitness supposée permettre de faire travailler les muscles sans effort, au moyen de vibrations.  Elle est constituée d'une plaque animée par un ou plusieurs moteurs. On parle également de plaque vibrante, de vibrotonie corporelle ou encore de whole-body vibration.

## Caractéristiques
Une plate-forme vibrante est une machine sportive d'une hauteur comprise entre 1,50 et 2 mètres, formée d'une colonne avec des poignées, et d'une plaque vibrante se trouvant à une trentaine de centimètres au-dessus du sol. 

## Histoire
Les premières plates-formes vibrantes sont apparues en URSS dans les années 1960. Elles étaient alors destinées à la remusculation des cosmonautes de retour de mission ayant vu fondre leur masse musculaire. 
En 1998, l'entraîneur néerlandais Guus van der Meer adopta l'idée et l'intégra dans son programme de travail avec les athlètes et des sportifs. Il a lui-même conçu la forme de ses machines et l'a fait breveter sous le nom de Power Plate en 1999.

## Principe de fonctionnement
Le principe de fonctionnement est fondé sur un système de micro-vibrations générées par la plaque vibrante. L'utilisateur est soumis à des vibrations de basses fréquences (il est possible de régler la fréquence entre 20 et 60 Hz) et d'amplitude relativement faible, allant de 0 à 15 mm. Le fonctionnement est basé sur un réflexe naturel, le réflexe ostéotendineux.
Les vibrations provoquent une rapide contraction involontaire et le relâchement du muscle à une vitesse bien supérieure à l'entraînement traditionnel.
L'énergie des oscillations est transmise au corps, l'effet dépend de la posture adoptée, et de la partie du corps en contact avec la plaque vibrante. Les effets de l'exposition aux oscillations dépendent aussi de la fréquence utilisée et des variations de ces fréquences.
Par le principe même du travail direct sur les muscles, la plate-forme vibrante ne développe pas la capacité cardio-vasculaire.

## Protocole
Chaque exercice définit une position permettant de faire travailler un groupe de muscles particuliers. On obtient un bon résultat en conservant chaque position entre 30 et 90 secondes. Un cycle élémentaire d'entraînement est formé d'une période de vibration, suivie d'une période de repos. Un protocole conseillé est d'enchaîner cinq cycles, suivis de 10 à 15 minutes de récupération, puis à nouveau cinq cycles.
Les fréquences supérieures à 30 Hz sont utilisées pour le travail de contraction musculaire. Des fréquences plus basses servent plutôt à la relaxation et stimulent la circulation sanguine. 
À travail musculaire équivalent, les séances de musculation sont beaucoup plus courtes (de 10 à 20 minutes) et moins fatigantes. La fréquence de référence est de trois séances par semaine.

## Effets
Les plateformes vibrantes permettent la stimulation et le renforcement en profondeur des muscles habituellement non sollicités.
Un effet secondaire serait l'élimination des tissus adipeux (si toutefois l'utilisation est associée à un régime hypocalorique).
Des études présentent en effet des résultats sur le renforcement musculo-tendineux, l'antalgie et le relâchement, et ceci dans de nombreuses pathologies rencontrées quotidiennement par les masseurs-kinésithérapeutes.
La plate-forme vibrante peut être une intervention efficace pour améliorer la force, l'équilibre, la mobilité, la capacité de marche et les performances physiques des résidents âgés de plus de 80 ans des maisons de retraite.

## Contre-indications
L'usage de plate-forme vibrante est contre-indiqué, en cas de : 
- grossesse ;
- TVP / thrombose, phlébite ;
- maladies cardiovasculaires ;
- plaies postopératoires récentes ;
- prothèses articulaires ;
- hernie discale aiguë, discopathie, spondylolyse ;
- diabète sévère ;
- épilepsie ;
- affections / inflammations aiguës ;
- migraines sévères ;
- port d'un stimulateur cardiaque ;
- port d'un stérilet, broches, vis et plaques (en) récemment posés ;
- tumeurs, cancers évolutifs ;
- problèmes / dysfonctionnements rétiniens (décollement) ;
- prolapsus génital ;
- lithiase urinaire.